# Fort Beaufort
Fort Beaufort – miasto w Republice Południowej Afryki, w Prowincji Przylądkowej Wschodniej, w dystrykcie Amatole.
Miasto zostało założone w 1837 u zbiegu rzek Kat i Brak. Miasto jest głównie sypialnią dla studentów pobliskiego University of Fort Hare w Alice. Nazwę miastu nadano na cześć Henry'ego Somerseta, księcia Beaufort, który był gubernatorem Kolonii Przylądkowej.